# Fairlop (metropolitana di Londra)
Fairlop è una stazione della linea Central della metropolitana di Londra.

## Storia
La stazione è stata aperta al pubblico il 1º maggio 1903 dalla Great Eastern Railway (GER), passando in seguito sotto la gestione della London & North Eastern Railway (LNER) nel 1923 e infine alla London Underground nel 1948, anno in cui è cominciato il servizio della linea Central.
Nel 1958 è stato chiuso lo scalo merci.

## Strutture e impianti
Negli anni la stazione ha subito pochissime modifiche e per questo rimane a tutt'oggi un bell'esempio di stazione in stile edoardiano.
La stazione rientra nella Travelcard Zone 4.

## Interscambi
Nelle vicinanze della stazione effettua fermata una linea automobilistica, gestita da London Buses.
- Fermata autobus
- Stazione taxi[9]

## Galleria d'immagini

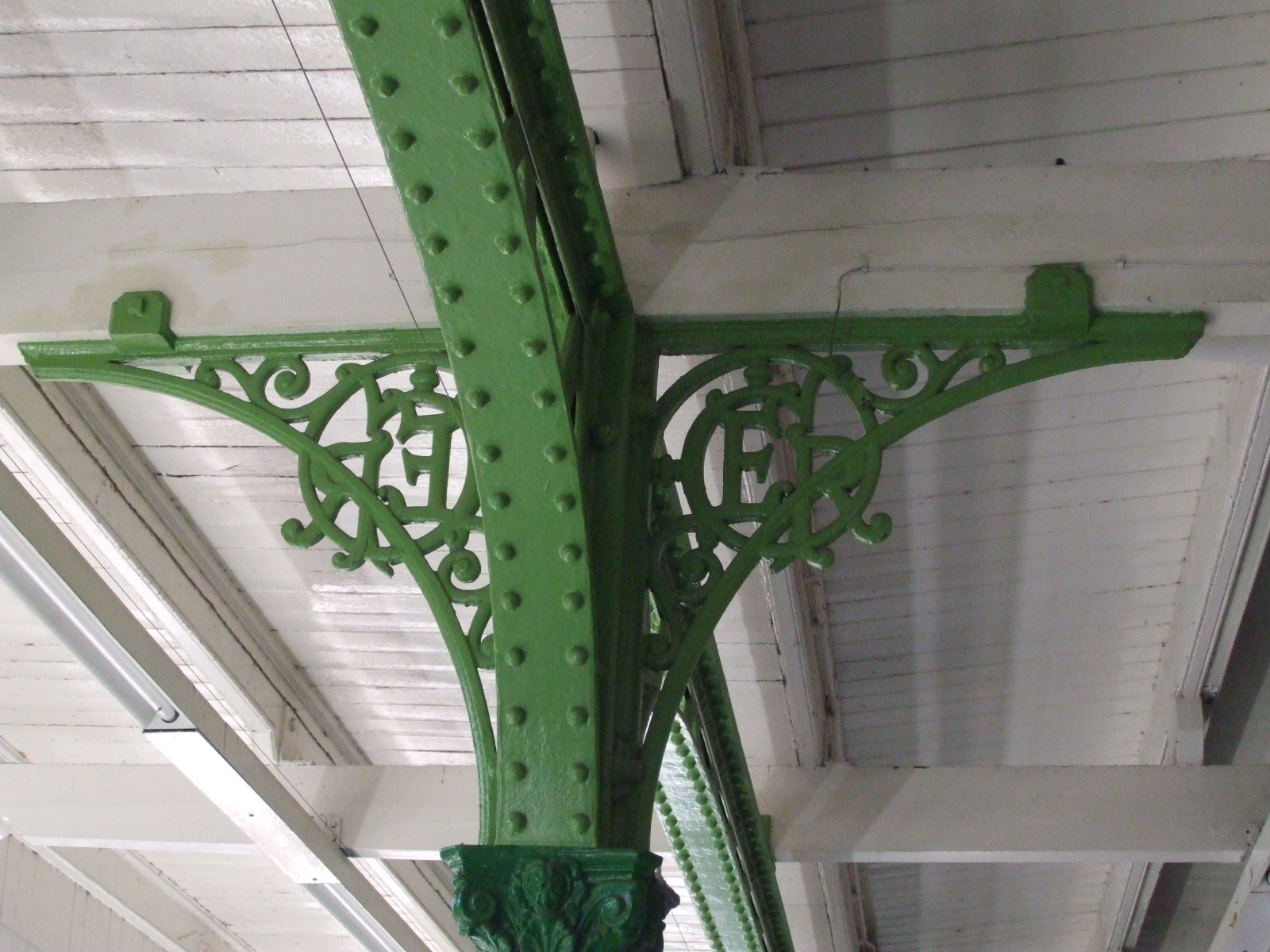
Il dettaglio di una staffa con il simbolo GER
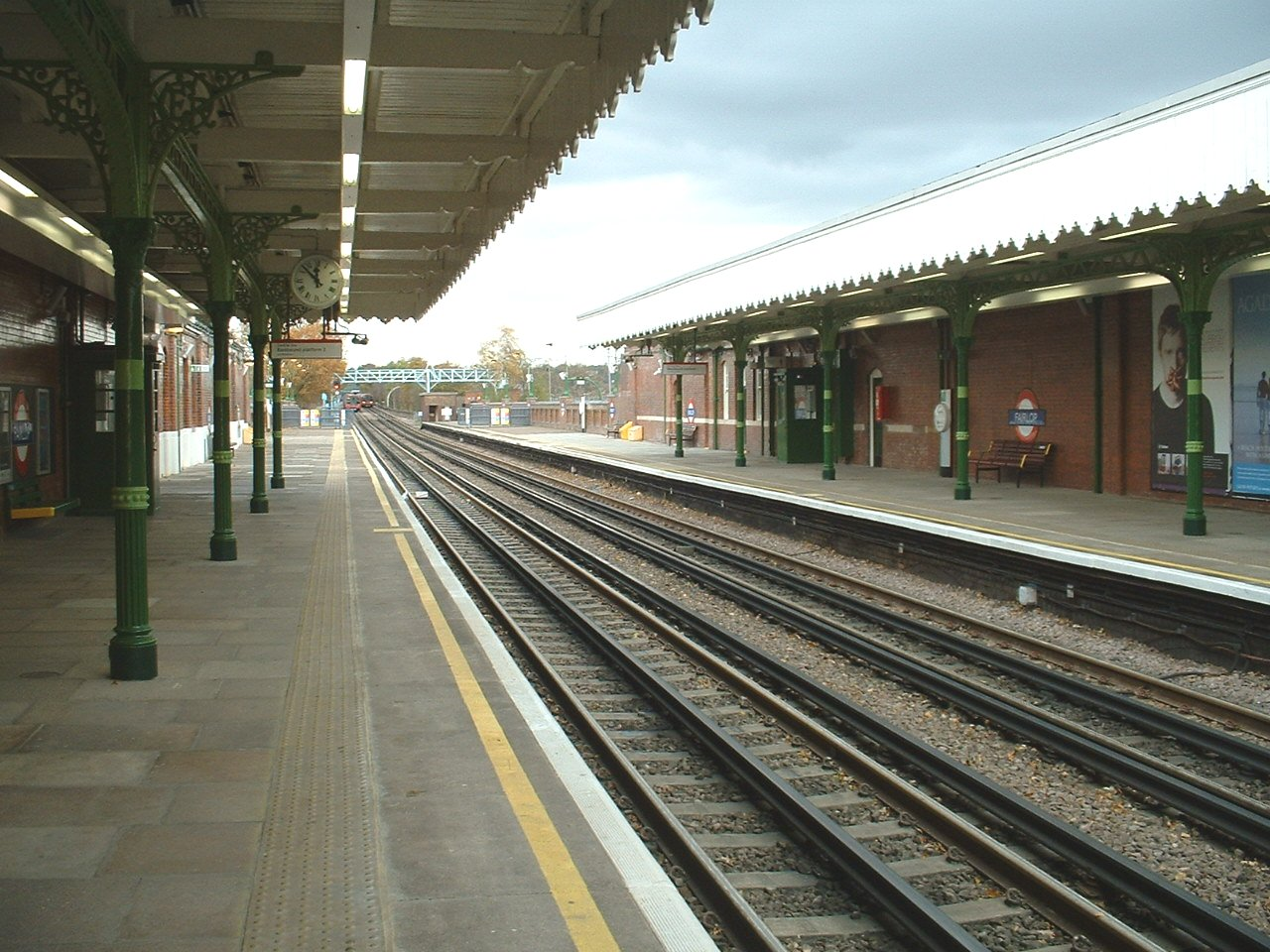
Il binario nord
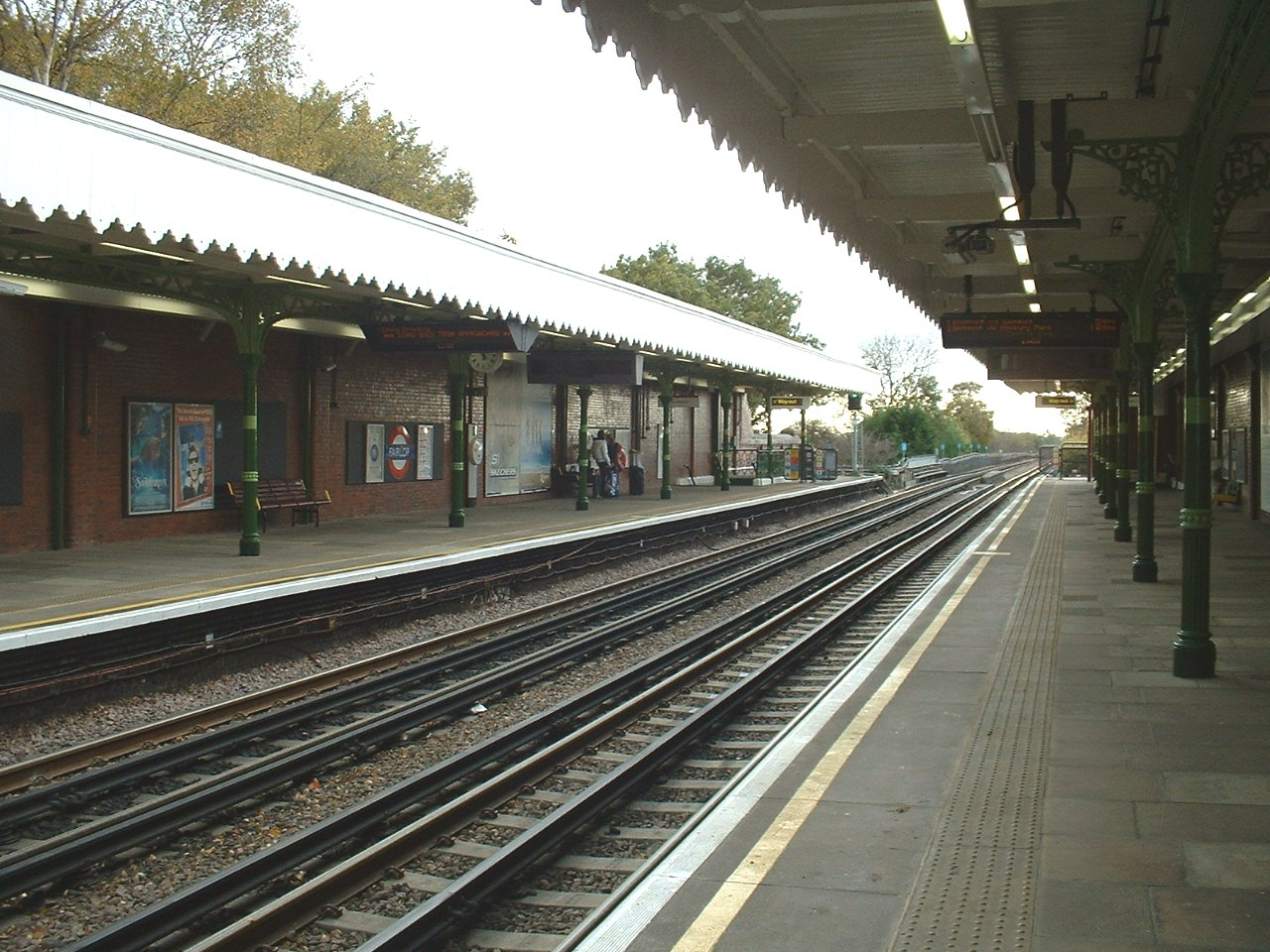
Il binario sud
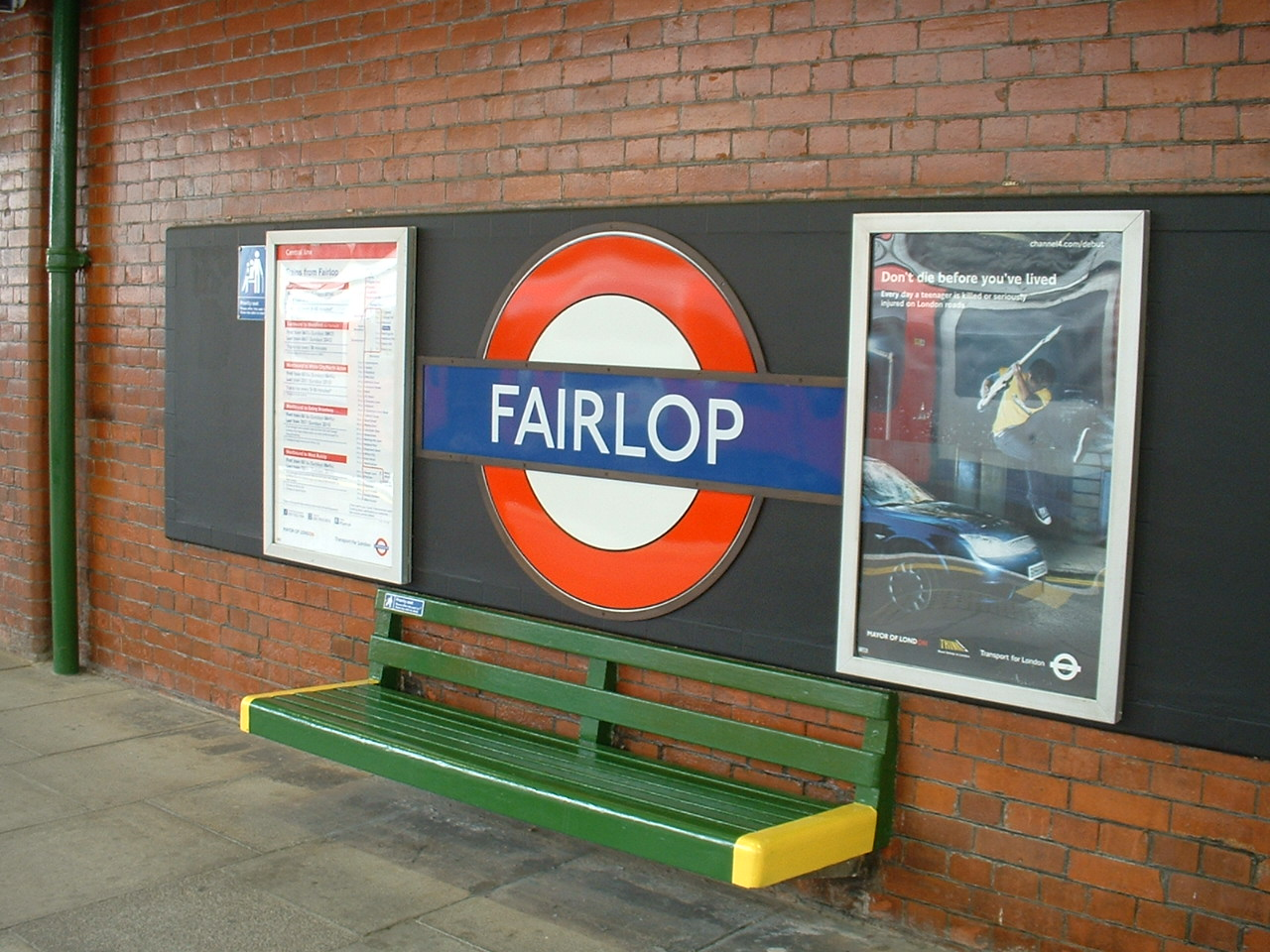
L'insegna della stazione del London Underground